# Кызыл Яр (Гафурийский район)
Кызыл Яр (баш. Ҡыҙыл Яр) — деревня в Гафурийском районе Республики Башкортостан Российской Федерации. Входит в состав Зилим-Карановского сельсовета.

## География

### Географическое положение
Находится на левом берегу реки Зилим.
Расстояние до:
- районного центра (Красноусольский): 53 км,
- центра сельсовета (Зилим-Караново): 4 км,
- ближайшей ж/д станции (Белое Озеро): 73 км.

## Население
| 2002 | 2009 | 2010 |
| ---- | ---- | ---- |
| 55   | ↘52  | ↘49  |

Национальный состав
Согласно переписи 2002 года, преобладающая национальность — башкиры (84 %).